# La Belle qui viendra
La Belle qui viendra est une mélodie pour voix et piano de la compositrice française Claude Arrieu, écrite en 1939.

## Contexte et création
Claude Arrieu compose La Belle qui viendra en 1939 sur un texte d'André de la Tourrasse. L'œuvre est publiée par Amphion en 1949.